# Катасонова, Елена Леонидовна
Еле́на Леони́довна Катасо́нова (род. 23 декабря 1950 года, Москва, СССР) — российский филолог, востоковед-японист, литературовед. Кандидат филологических наук (1983), доктор исторических наук (2004), сотрудник Института востоковедения РАН.

## Биография
Родилась 23 декабря 1950 года в Москве. 
В 1968 году поступила в Институт стран Азии и Африки МГУ. Специализировалась на изучении японского языка и литературы. 
В 1973—1987 годах работала в Союзе советских обществ дружбы и культурной связи с зарубежными странами, была секретарём Общества дружбы «СССР-Япония». 
Окончила заочную аспирантуру Института востоковедения АН СССР. 
В 1983 году под руководством доктора филолоических наук Т. П. Григорьевой защитила диссертацию на соискание учёной степени кандидата филологических наук по теме «Особенности художественного мастерства Танидзаки Дзюнъитиро».
В 2004 году в Институте военной истории МО РФ была защитила диссертацию на соискание учёной степени доктора исторических наук по теме «Решение гуманитарной проблемы японских военнопленных в отношениях СССР (РФ) и Японии (1945—2000 гг.)» (специальность 07.00.03 — всеобщая история); научный консультант — доктор юридических наук, доктор исторических наук, профессор В. А. Золотарёв; официальные оппоненты — доктор исторических наук, профессор Э. В. Молодякова, доктор исторических наук, профессор Г. И. Коротков и доктор юридических наук, Г. Я. Капустин; ведущая организация — Военный университет Министерства обороны Российской Федерации.
С 1986 года работает в Институте востоковедения РАН. В 1991—1995 годах как сотрудник ИВ РАН сотрудничала со Всеяпонской ассоциацией бывших военнопленных в Японии (г. Цуруока).
Неоднократно бывала в Японии для участия в конференциях и по приглашению университетов «Кэйо» и «Хосэй».

## Научная деятельность
Научная деятельность начиналась в рамках литературоведения. В сферу научных интересов в 1970—1980-е годы входило творчество японского писателя и драматурга Дзюнъитиро Танидзаки. Его наследию посвящена кандидатская диссертация «Особенности художественного мастерства Танидзаки Дзюнъитиро» и ряд статей этого периода.
На рубеже 1980-90-х годов в работах Е. Л. Катасоновой все чаще исследуются исторические и культурологические аспекты японской действительности. В монографии «Японские корпорации: культура, благотворительность, бизнес» (1992) рассматривается культурная деятельность японских корпораций, их культурное спонсорство и маркетинг. Анализируются социокультурные программы фондов, вопросы организации и функционирования культуры, проблемы налоговой политики в области культуры, изучается история и японского меценатства и его современное значение.
Особое внимание исследователь уделяет историческим аспектам взаимоотношений Японии и СССР периода Второй Мировой войны. Развитие этой тематики можно проследить в монографии «Японские военнопленные в СССР: Большая игра великих держав» (2003), докторской диссертации «Решение гуманитарной проблемы японских военнопленных в отношениях СССР (РФ) и Японии (1945—2000 гг.)» (2004), а также в ряде статей, сборников документов и монографий 2010-х годов.
Публикации 2010-х годов затрагивают различные аспекты японской культуры: киноиндустрию, мангу, творчество художника и скульптора Такаси Мураками, проблемы современной массовой культуры в целом.

## Научные труды
- Танидзаки Дзюнъитиро. Шут // И была любовь, и была ненависть. М., 1975. С. 111—125. (пер. с яп. Катасоновой Е. Л.)
- Танидзаки Дзюнъитиро и проблемы массовой литературы в Японии // Теоретические проблемы изучения литератур Дальнего Востока. — М., 1982. — С. 115—120.
- Танидзаки Дзюнъитиро и проблемы стиля // Теоретические проблемы изучения литератур Дальнего Востока. — М., 1982. — С. 120—127.
- Японские корпорации: культура, благотворительность, бизнес. — М.: Наука; Восточная литература, 1992. — 166 с.
- Сибэриа-ни какэру хаси" (Мост над Сибирью). — Токио: Кобунся, 1997.
- Японские военнопленные в СССР: Большая игра великих держав. —  М.: ИВ РАН; Крафт+, 2003. 427 с.
- Кантогун хэйси ва надзэ Сибэриа-ни окурарэта-ка? (Почему солдаты Квантунской армии были отправлены в Сибирь?) // Сякай хёронся. Токио, 2004.
- Последние пленники Второй мировой войны: малоизвестные страницы российско-японских отношений. — М.: ИВ РАН, 2005. — 253 с.
- Разделы: русская анимация и русская мода // Росия бунка гэйдзюцу. (Русская культура и искусство). — Токио, 2011.
- Японские военнопленные в СССР: 1945—1956. Сборник документов. —  М.: Фонд «Демократия», 2013. (соавт. Гаврилов В. А.)
- Японцы в реальном и виртуальном мирах. Очерки современной японской массовой культуры. — М.: Восточная литература, 2013.
- Такэси Китано: комедиант и трагик // Азия и Африка сегодня. — 2015. — № 10.
- Заметки о японском кино: все оттенки розового // Японские исследования. — 2016. — № 3.
- Как русские и японцы вместе снимали кино? // Актуальные проблемы современной Японии. — М., 2017.
- Победа на Халхин-Голе: в поисках исторической истины: (коллективная монография) / Отв. ред. А. С. Железняков, Е. Л. Катасонова. — М.: Институт востоковедения РАН, 2021. — 348 с. — 500 экз. — ISBN 978-5-907384-52-1.